# Amager Demons 2019
Questa voce raccoglie le informazioni riguardanti gli Amager Demons nelle competizioni ufficiali della stagione 2019.

## 1. division 2019

### Prima fase
| Kastrup 19 aprile 2019, ore 14:00 | Amager Demons | 22 – 26 referto | Ørestaden Spartans | Bag Amagerhallen |

| Herlev 28 aprile 2019, ore 14:00 | Herlev Rebels | 0 – 22 referto | Amager Demons | Kildegårdsskolen |

| Esbjerg 12 maggio 2019, ore 14:00 | Esbjerg Hurricanes | 40 – 36 referto | Amager Demons | Skibhøj Idrætsanlæg |

| Copenaghen 26 maggio 2019, ore 14:00 | Copenhagen Tomahawks | 26 – 58 referto | Amager Demons | Valby Idrætspark |

| Kastrup 15 giugno 2019, ore 14:00 | Amager Demons | - – - (annullata) referto | Midwest Musketeers | Bag Amagerhallen |

| Kastrup 30 giugno 2019, ore 14:00 | Amager Demons | 22 – 14 referto | Kronborg Knights | Bag Amagerhallen |

### Seconda fase
| Copenaghen 18 agosto 2019, ore 14:00 | Ørestaden Spartans | 14 – 6 referto | Amager Demons | Boldfælleden |

| Kastrup 31 agosto 2019, ore 14:00 | Amager Demons | 32 – 35 referto | Esbjerg Hurricanes | Bag Amagerhallen |

| Kristianstad 14 settembre 2019, ore 14:00 | Kristianstad Predators | 0 – 50 (a tavolino) referto | Amager Demons | Kristianstads IP |

## Statistiche di squadra
| Competizione | %Vittorie | In casa | In casa | In casa | In casa | In casa | In casa | In trasferta | In trasferta | In trasferta | In trasferta | In trasferta | In trasferta | Totale | Totale | Totale | Totale | Totale | Totale |
| Competizione | %Vittorie | G       | V       | N       | P       | Pf      | Ps      | G            | V            | N            | P            | Pf           | Ps           | G      | V      | N      | P      | Pf     | Ps     |
| ------------ | --------- | ------- | ------- | ------- | ------- | ------- | ------- | ------------ | ------------ | ------------ | ------------ | ------------ | ------------ | ------ | ------ | ------ | ------ | ------ | ------ |
| Prima fase   | .600      | 2       | 1       | 0       | 1       | 44      | 40      | 3            | 2            | 0            | 1            | 116          | 66           | 5      | 3      | 0      | 2      | 160    | 106    |
| Seconda fase | .333      | 1       | 0       | 0       | 1       | 32      | 35      | 2            | 1            | 0            | 1            | 56           | 14           | 3      | 1      | 0      | 2      | 88     | 49     |
| Totale       | .500      | 3       | 1       | 0       | 2       | 76      | 75      | 5            | 3            | 0            | 2            | 172          | 80           | 8      | 4      | 0      | 4      | 248    | 155    |